# Night Time, My Time
Night Time, My Time je první studiové album americké zpěvačky Sky Ferreiry. Vydáno bylo dne 29. října 2013 společností Capitol Records. Producenty alba byli Ariel Rechtshaid a Justin Raisen. V hitparádě Billboard 200 se umístilo na 45. příčce. Na obalu alba se nachází fotografie nahé Sky Ferreiry ve sprše. Fotografie byla pořízena v pařížském hotelu Amour a jejím autorem je argentinský režisér Gaspar Noé. Jde o reakci na radu vydavatelství, které zpěvačce doporučovalo, aby na obal dala svou konvenční fotografii. Vydavatelství přesto vydalo i upravenou verzi obalu určenou pro obchody typu iTunes Store, na níž byla odříznuta její původně viditelná bradavka. Sama zpěvačku prohlásila, že to pro ní byla „jen fotografie“ a původně ji nenapadlo, že tolik lidí urazí.

## Seznam skladeb
| Pořadí | Název                           | Autor                                                | Délka |
| ------ | ------------------------------- | ---------------------------------------------------- | ----- |
| 1.     | Boys                            | Sky Ferreira, Ariel Rechtshaid, Justin Raisen        | 4:40  |
| 2.     | Ain't Your Right                | Ferreira, Rechtshaid, Raisen, Jordan Benik           | 3:22  |
| 3.     | 24 Hours                        | Ferreira, Rechtshaid, Raisen                         | 4:05  |
| 4.     | Nobody Asked Me (If I Was Okay) | Ferreira, Rechtshaid, Raisen, Jeremiah Raisen        | 4:07  |
| 5.     | I Blame Myself                  | Ferreira, Rechtshaid, Raisen, Daniel Nigro, Benik    | 3:57  |
| 6.     | Omanko                          | Ferreira, Rechtshaid, Raisen                         | 4:36  |
| 7.     | You're Not the One              | Ferreira, Rechtshaid, Raisen, Nigro                  | 3:56  |
| 8.     | Heavy Metal Heart               | Ferreira, Rechtshaid, Raisen                         | 4:16  |
| 9.     | Kristine                        | Ferreira, Rechtshaid, Raisen, Ashlee Gardner         | 2:40  |
| 10.    | I Will                          | Ferreira, Rechtshaid, Raisen, Nigro                  | 3:19  |
| 11.    | Love in Stereo                  | Ferreira, Rechtshaid, Raisen, Jeremiah Raisen, Nigro | 3:19  |
| 12.    | Night Time, My Time             | Ferreira, Raisen                                     | 3:50  |

## Obsazení
- Sky Ferreira – zpěv
- Ariel Rechtshaid – zpěv, kytara, klávesy, syntezátory, programování, varhany, bicí, baskytara
- Justin Raisen – zpěv, kytara, klávesy, baskytara, bicí, syntezátory, programování, optigan, mellotron
- Lily Elise – zpěv
- Jeremiah Raisen – zpěv
- Mereki Beach – zpěv
- Daniel Nigro – zpěv, klávesy, kytara
- Ashlee Gardner – zpěv, baskytara
- Jordan Benik – klávesy
- Garrett Ray – bicí
- Sean Fitzgerald – bicí